# Android Planet
Android Planet is een Nederlandstalige nieuwswebsite gericht op het Android‑ecosysteem, uitgegeven door BigSpark B.V. en gericht op Nederlandse en Belgische techliefhebbers.

## Geschiedenis
Android Planet werd in januari 2009 gelanceerd als onafhankelijk platform. In mei 2013 werd de site overgenomen door BigSpark, met een ambitie om de populairste Android-website van Nederland te worden; de redactie werd versterkt met Daniël Verlaan als hoofdredacteur.

## Inhoud en bereik
Android Planet publiceert nieuws, koopadvies, achtergronden en reviews binnen het Android-domein. Eigen statistieken melden maandelijks meer dan 1 miljoen unieke bezoekers en ongeveer 2 miljoen pageviews; een groei van ruim 110 % binnen een jaar.

## Focuswijziging
In januari 2013 maakte Android Planet een koerswijziging—van dagelijkse nieuws-updates naar diepgaande gidsen en analyses—zoals te lezen is in een redactionele update uit die periode.

## Positie binnen uitgeverij
Android Planet is onderdeel van het Think Tech-netwerk binnen F&L Media, samen met zustersites zoals Androidworld en iPhoned.